# Природоохоронні території Молдови

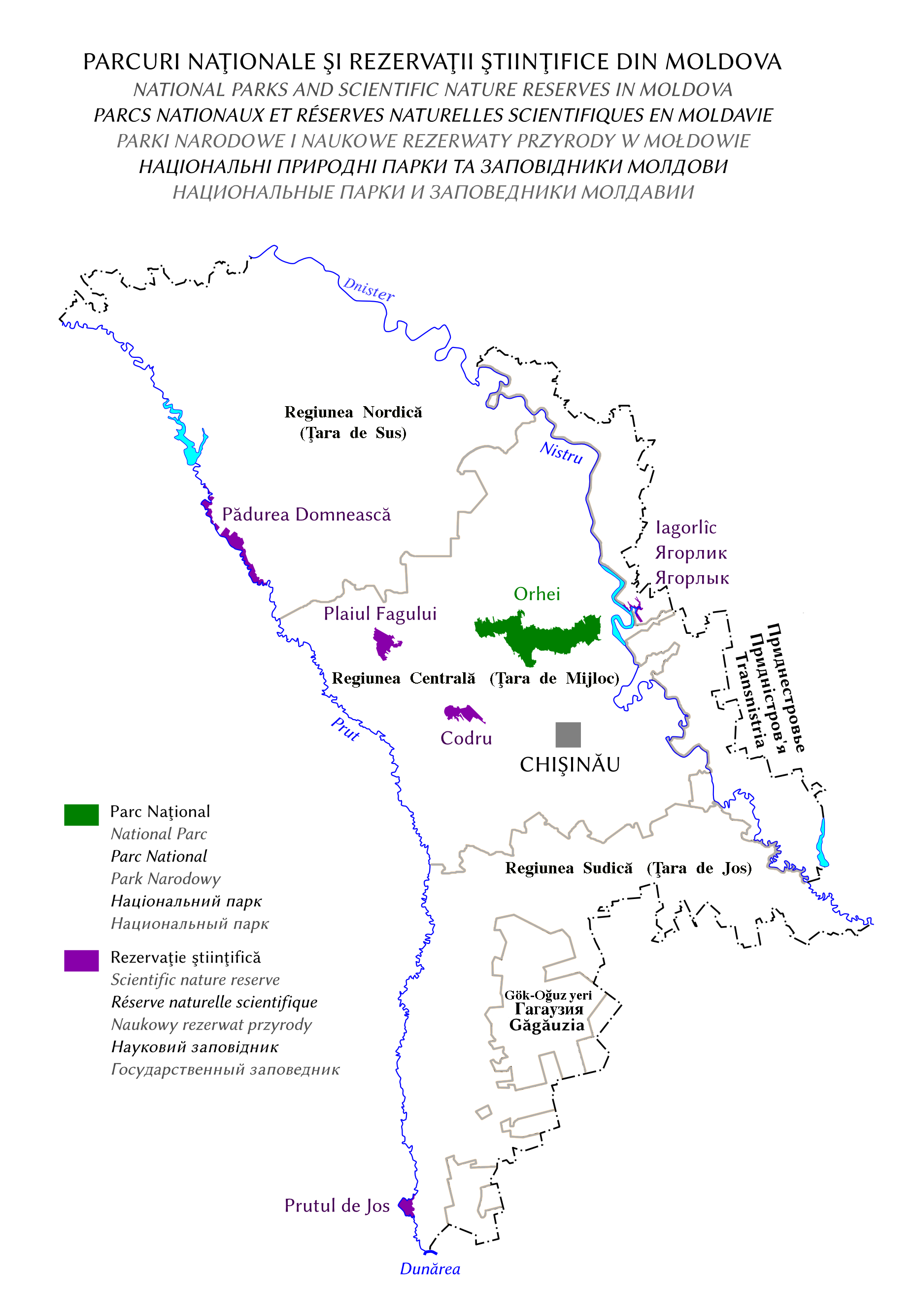
Наукові заповідники та національний парк Молдови

Заповідні території Молдови включають такі категорії:
- Наукові заповідники — наразі 5 заповідників площею 19379 га. Вони еквівалентні IUCN категорії Ia (суворий заповідник).
- Національні парки — наразі існує один національний парк, створений у 2013 році Національний парк Орхей.
- Пам'ятники природи
- Природні заповідники
- Ландшафтні заповідники
- Ресурсні резерви
- Області з багатофункціональним управлінням
- Водно-болотні угіддя міжнародного значення
- Дендрологічні сади
- Пам'ятки ландшафтної архітектури
- Зоологічний сад у Кишиневі

## Національні парки
| Назва | Назва                   | Площа        | Засновано | Фото | Вебсайт              |
| ----- | ----------------------- | ------------ | --------- | ---- | -------------------- |
| 1     | Національний парк Орхей | 33 792,09 га | 2013      |      | @ParculNationalOrhei |

## Наукові заповідники
| Назва | Назва           | Засновано | Площа   | Фото |
| ----- | --------------- | --------- | ------- | ---- |
| 1     | Кодри           | 1971      | 5177 га |      |
| 2     | Ягорлик         | 1988      | 836 га  |      |
| 3     | Прутул-де-Жос   | 1991      | 1691 га |      |
| 4     | Плаюл-Фагулуй   | 1992      | 5642 га |      |
| 5     | Педуря-Домняске | 1993      | 6032 га |      |